# Dacia Spring
El Dacia Spring es un crossover eléctrico de batería comercializado por el fabricante Automobile Dacia desde 2021, que guarda similitudes con el Renault City K-ZE que se comercializa en China.

## Vista general
En octubre de 2020 se presentó la versión de producción, mientras que el inicio de ventas se anunció para otoño de 2021. Tiene una batería de 27,4 kWh (99 MJ) que le proporciona una autonomía, según el ciclo combinado WLTP, de unos 225 km (140 millas).[cita requerida] Tiene una velocidad punta de 125 km/h (78 mph).[cita requerida] Mide 3,73 m (4,1 yardas) de largo, 1,62 m (1,8 yardas)} de ancho sin los retrovisores, 1,51 m (1,7 yardas) de altura y una distancia entre ejes de 2,42 m (2,6 yardas), mientras que la altura libre al suelo es de 15 cm (5,9 pulgadas). El coche tiene una garantía de tres años o 100 000 km (62 100 millas).[cita requerida] Su batería tiene una garantía de ocho años o 120 000 km (74 600 millas).[cita requerida] En la presentación no se confirmó su precio, aunque Dacia ha anunciado que será "el coche eléctrico más barato de Europa".
En Brasil se vende como el Renault Kwid E-Tech.
En cuanto a su seguridad, recibió una estrella por parte de la Euro NCAP en diciembre de 2021.

Modelo 2021 en Francia:
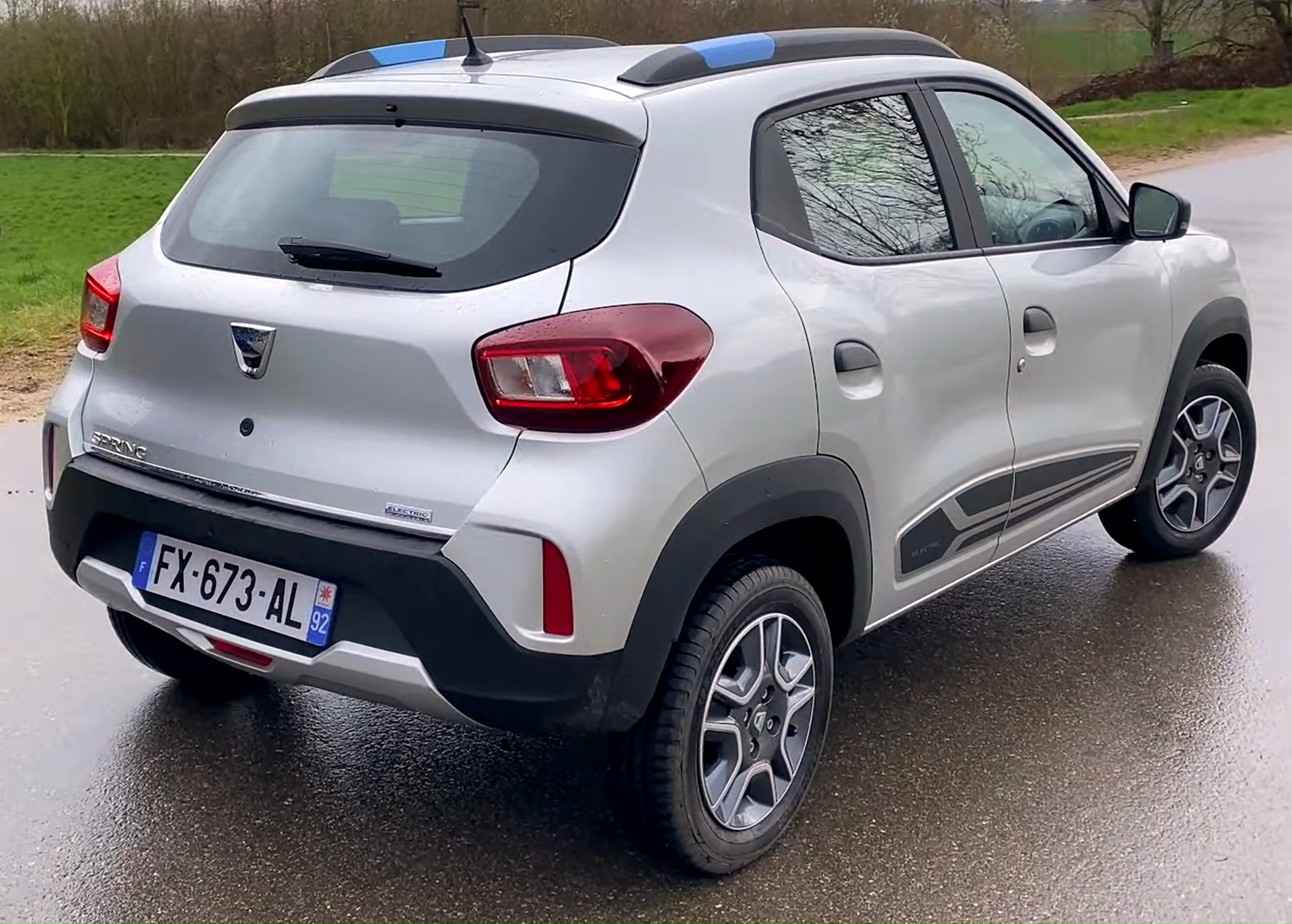
Vista trasera
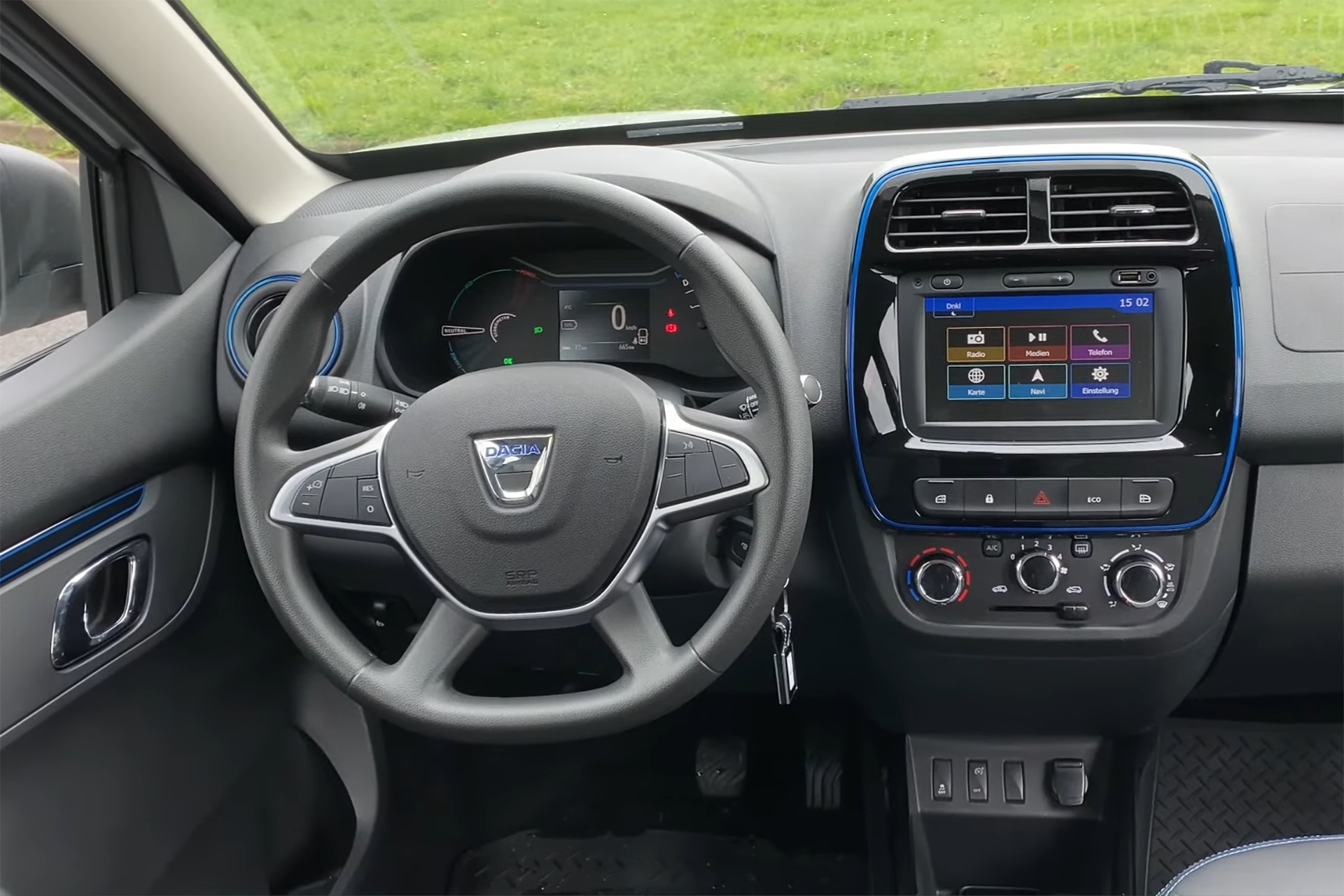
Interior